# بنتیرومید
بنتیرومید (به انگلیسی: Bentiromide) با فرمول شیمیایی C23H20N2O5 یک ترکیب شیمیایی است. که جرم مولی آن ۴۰۴٫۴۱۵۳ گرم بر مول می‌باشد. 